# Microcharon novariensis
Microcharon novariensis is een pissebed uit de familie Lepidocharontidae. De wetenschappelijke naam van de soort is voor het eerst geldig gepubliceerd in 2001 door Stoch & Galassi.